# Carystoterpa
Carystoterpa is een geslacht van halfvleugeligen uit de familie Aphrophoridae. De wetenschappelijke naam van dit geslacht is voor het eerst geldig gepubliceerd in 1936 door Lallemand.

## Soorten
Het geslacht Carystoterpa omvat de volgende soorten:
- Carystoterpa aurata Hamilton & Morales, 1992
- Carystoterpa chelyon Hamilton & Morales, 1992
- Carystoterpa fingens (Walker, 1851)
- Carystoterpa ikana Hamilton & Morales, 1992
- Carystoterpa maori Hamilton & Morales, 1992
- Carystoterpa minima Hamilton & Morales, 1992
- Carystoterpa minor Hamilton & Morales, 1992
- Carystoterpa subtacta (Walker, 1858)
- Carystoterpa subvirescens (Butler, 1874)
- Carystoterpa trimaculata (Butler, 1874)
- Carystoterpa tristis (Alfken, 1904)
- Carystoterpa vagans Hamilton & Morales, 1992